# Tomás Giménez
Tomás Giménez Behr (Mendoza, Argentina; 29 de octubre de 1998) es un futbolista argentino. Juega de arquero y su equipo actual es Colón de la Primera Nacional de Argentina.

## Trayectoria
Surgido de las divisiones inferiores de Gimnasia y Esgrima de Mendoza, tuvo su debut el 7 de mayo de 2019 ante Almagro en el reducido por el ascenso de la temporada 2018-19. Su mejor rendimiento fue en la temporada 2022 donde se convirtió, con 930 minutos sin recibir goles, en el segundo arquero con más partidos con la valla invicta en la categoría, detrás de Javier Burrai (933 minutos).
En enero de 2023, fue cedido a Deportes Antofagasta para jugar la Primera B de Chile.Para la temporada 2024, fue cedido a Colón, en donde tras su primer día de entrenamiento sufrió una lesión en su menisco interno de la rodilla izquierda, debiendo ser intervenido de manera quirúrgica. 

## Estadísticas
| Gimnasia (M) Argentina       | 2.ª           | 2018-19       | 2  | -3  | 0 | 0 | — | — | 2  | -3  | 0  |
| Gimnasia (M) Argentina       | 2.ª           | 2019-20       | 0  | 0   | — | — | — | — | 0  | 0   | 0  |
| Gimnasia (M) Argentina       | 2.ª           | 2020          | 8  | -13 | — | — | — | — | 8  | -13 | 1  |
| Gimnasia (M) Argentina       | 2.ª           | 2021          | 6  | -14 | — | — | — | — | 6  | -14 | 1  |
| Gimnasia (M) Argentina       | 2.ª           | 2022          | 27 | -14 | 0 | 0 | — | — | 27 | -14 | 16 |
| Gimnasia (M) Argentina       | Total club    | Total club    | 43 | -44 | 0 | 0 | 0 | 0 | 43 | -44 | 18 |
| Deportes Antofagasta · Chile | 2.ª           | 2023          | 34 | -45 | — | — | — | — | 34 | -45 | 7  |
| Deportes Antofagasta · Chile | Total club    | Total club    | 34 | -45 | 0 | 0 | 0 | 0 | 34 | -45 | 7  |
| Colón Argentina              | 2.ª           | 2024          | 0  | 0   | 0 | 0 | — | — | 0  | 0   | 0  |
| Colón Argentina              | Total club    | Total club    | 0  | 0   | 0 | 0 | 0 | 0 | 0  | 0   | 0  |
| Total carrera                | Total carrera | Total carrera | 77 | -89 | 0 | 0 | 0 | 0 | 77 | -89 | 25 |
| 1. 2.                        |               |               |    |     |   |   |   |   |    |     |    |

## Palmarés

### Otros logros
- Ascenso a Primera Nacional con Gimnasia de Mendoza en la temporada 2017-18.